# Забайкалля
Забайка́лля — географічний край у складі Російської Федерації. Край займає південний схід Східного Сибіру.
Воно тягнеться від озера Байкал на заході до кордону з Китаєм і Амурською областю на сході, від Північно-Байкальського, Патомського і Олекмо-Чарського нагір'їв на півночі до державного кордону Росії з Монголією і Китаєм на півдні. Західну частину Забайкалля займає Республіка Бурятія, а східну — Забайкальський край. Природними рубежами між ними є західна околиця Хентей-Даурського нагір'я — хребти Цаган-Хуртей, Яблоновий — долина верхньої і середньої течії Вітіму.

## Особливості
- по його території проходить частина Світового вододілу між Північним Льодовитим і Тихим океанами
- крайній південь регіону відноситься до однієї з безстічних областей материка (Торейський безстічний басейн)
- південний захід з річковими системами Хілку та Чикою — частина Байкальського басейну, а озеро Байкал відноситься до Ділянок Світової Спадщини
- північ — Станове нагір'я — входить в Байкальську рифтову зону, де дуже активні неотектонічні рухи, що супроводжуються землетрусами різної сили аж до катастрофічних
- на дану територію проникають повітряні маси атлантичного, тихоокеанського і арктичного походження різного ступеня трансформації і впливу на клімат.

## Географія

### Гідрографія
Основні річки: Шилка та Аргунь (витоки Амура), Хілок та Чикой (притоки Селенги), Олекма та Вітім (притоки Лени).

### Природа
Рослинний світ відрізняється великою різноманітністю. Це пов'язано з складністю геологічної будови, різноманітністю природних умов, тривалою історією розвитку.
Гірський рельєф, що створює різноманітність місць проживань, сприяв збереженню в екологічних нішах реліктів різних геологічних часів. Збереженню їх сприяла відсутність суцільного покривного заледеніння. Корінний зональний рослинний покрив території утворений степовими, лісовими і високогірними рослинними співтовариствами.
При просуванні з південного сходу на північний захід слідують три широтні зони: степова, лісостепова, лісова або тайгова.